# Richard Boone
Richard Allen Boone (ur. 18 czerwca 1917 w Los Angeles, zm. 10 stycznia 1981 w St. Augustine) – amerykański aktor filmowy, teatralny i telewizyjny, sporadycznie reżyser telewizyjny, który zagrał w ponad 50 filmach i był znany ze swoich ról w westernach. Po ukończeniu Herbert Hoover High School w Glendale w Kalifornii, uczęszczał na Uniwersytet Stanforda, jednak został wyrzucony z uczelni za niewielkie wykroczenie. Pracował jako robotnik na polu naftowym, bokser, wiertnik, barman, malarz i pisarz, zanim zdecydował się na aktorstwo jako zawód. W 1941 dołączył do United States Navy i służył na trzech statkach na Pacyfiku podczas II wojny światowej, jako dowodzący, sternik lotniczy i strzelec na bombowcach torpedowych Grumman TBF Avenger i zakończył służbę w randze podoficera pierwszej klasy. Studiował w szkole aktorskiej Neighborhood Playhouse w Nowym Jorku i pod kierunkiem Lee Strasberga w Actors Studio, debiutując w wieku 31 lat na Broadwayu w spektaklu Medea (1947) w roli Jasona z Judith Anderson i Johnem Gielgudem. W 1951 podpisał kontrakt z 20th Century Studios. W 1964 był nominowany do Złotego Globu i Emmy za występ w serialu NBC The Richard Boone Show (1963–64).

## Filmografia
- 1951: Przeklęte wzgórza jako porucznik pułkownik Gilfillan
- 1953: Szata jako Poncjusz Piłat
- 1955: Wielki nóż jako narrator (głos, niewymieniony w czołówce)
- 1960: Ryzykowna gra jako minister (głos, niewymieniony w czołówce)
- 1960: Alamo jako generał Sam Houston
- 1964: Rio Conchos jako major James „Jim” Lassiter
- 1967: Hombre jako Cicero Grimes
- 1976: Rewolwerowiec jako Mike Sweeney
- 1977: Hobbit (film animowany) jako Smaug (głos)